# Fritz Krebs (Maler)
Fritz Krebs (* 31. Januar 1914 in Uetikon am See; † 25. Juni 1995 in Zürich) war ein Schweizer Maler und Grafiker. Sein Werk umfasst Wandgemälde, Keramikmosaike, Glasmalerei und Briefmarkenentwürfe.

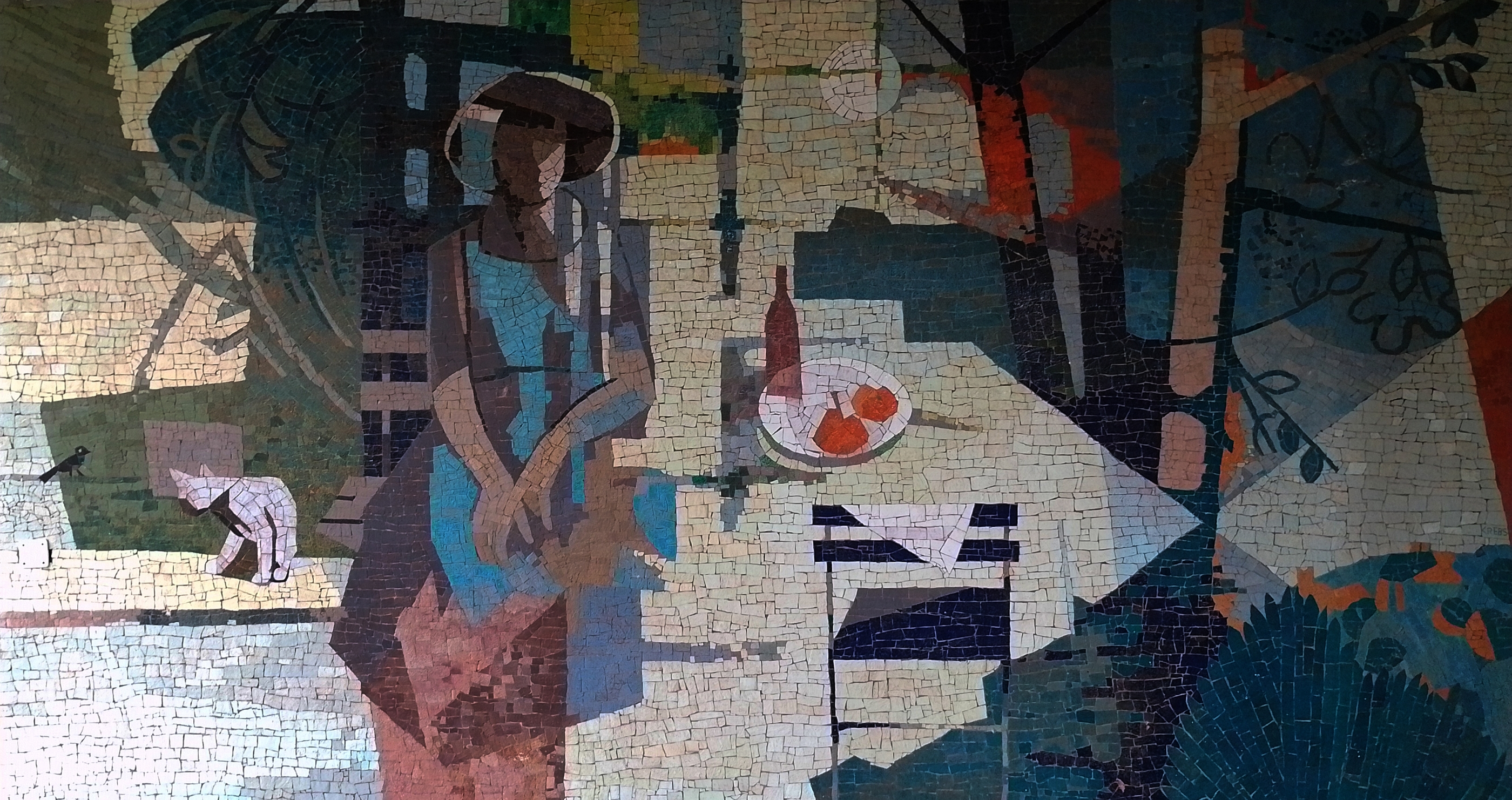
Keramikmosaik 1959

## Werk
Fritz Krebs absolvierte eine Lehre zum Textilzeichner. Ab 1943 war er als freischaffender Maler tätig. Studienreisen führten ihn nach Paris und weiteren europäischen Städten. Fritz Krebs schuf u. a. 1959 das Keramikmosaik für das Alterswohnheim Felsenrain in Zürich.